# Musica per innamorati
Musica per innamorati rappresenta in certo senso il primo vero album di Nico Fidenco. A sei brani già presenti su quarantacinque giri vengono infatti affiancati altrettanti inediti, tra cui la versione dell'interprete romano di classici come Johnny Guitar e Greensleeves.

## Tracce
Lato A
1. L'uomo che non sapeva amare
2. Con te sulla spiaggia
3. Luna malinconica (Blue Moon)
4. Nel vento
5. Vai, non ti voltare mai
6. Tu non mi lascerai

Lato B
1. La voglia di ballare
2. Dietro le montagne (Senza catene)
3. Tu non sei l'altra (I Had a Girl)
4. Johnny Guitar
5. Mi devi credere
6. Greensleeves